# Goros Pueblo
Goros Pueblo är en ort i Mexiko.   Den ligger i kommunen Ahome och delstaten Sinaloa, i den västra delen av landet, 1 300 km nordväst om huvudstaden Mexico City. Goros Pueblo ligger 16 meter över havet och antalet invånare är 706.
Terrängen runt Goros Pueblo är platt söderut, men norrut är den kuperad. Terrängen runt Goros Pueblo sluttar söderut. Runt Goros Pueblo är det ganska tätbefolkat, med 83 invånare per kvadratkilometer. Närmaste större samhälle är Los Mochis, 19,6 km söder om Goros Pueblo. Trakten runt Goros Pueblo består till största delen av jordbruksmark.